# Jocs florals
Jocs florals (spanska juegos florales) var en katalansk efterbildning av de provensalska jeux floraux.
Jocs florals inrättades av Johan I av Aragonien i Barcelona 1393, vid Consitori de gay saber där. Den hade huvudsakligen samma uppgift som förebilden och arbetade efter samma former. Efter en period av nedgång återupplivades dessa Jocs florals 1859 av sex författare, bland vilka främst märks Manuel Milà i Fontanals, Joaquim Rubió i Ors och Antonio Bofarull.